# 朱作言
朱作言（1941年9月30日—），男，湖南澧县人，中国细胞及发育生物学家，曾任中国科学院水生生物研究所所长、研究员，第十届全国政协委员、第十一届全国政协常务委员。

## 生平
1965年毕业于北京大学生物系。1997年当选为中国科学院院士，1998年当选为发展中国家科学院院士。